# Aladár Kuncz
Dans le nom hongrois Kuncz Aladár, le nom de famille précède le prénom, mais cet article utilise l’ordre habituel en français Aladár Kuncz, où le prénom précède le nom.
Aladár Kuncz ([ˈɒlɒdaːɾ], [ˈkunts]), né le 31 décembre 1885 à Arad et décédé le 24 juin 1931 à Budapest, est un écrivain hongrois de Transylvanie, critique littéraire et traducteur.

## Biographie
De 1895 à 1903, il fait ses études secondaires chez les piaristes à Kolozsvár (aujourd'hui Cluj-Napoca, Roumanie), puis entre à l'université de Budapest avec comme matières hongrois, latin et grec classiques (1903-1907) ; il obtient son doctorat en 1907. En ce début du XXe siècle, il mène une vie d'étudiant ouvert aux découvertes intellectuelles et aux plaisirs de la vie.
En 1908, il entre dans la vie active comme professeur de lycée à Budapest et à partir de 1909 contribue à la revue Nyugat. Pénétré de culture française, il passe ses vacances d'été à Paris et en Bretagne, puis en 1912-1913 séjourne 14 mois d'affilée en France avec une bourse de son gouvernement.

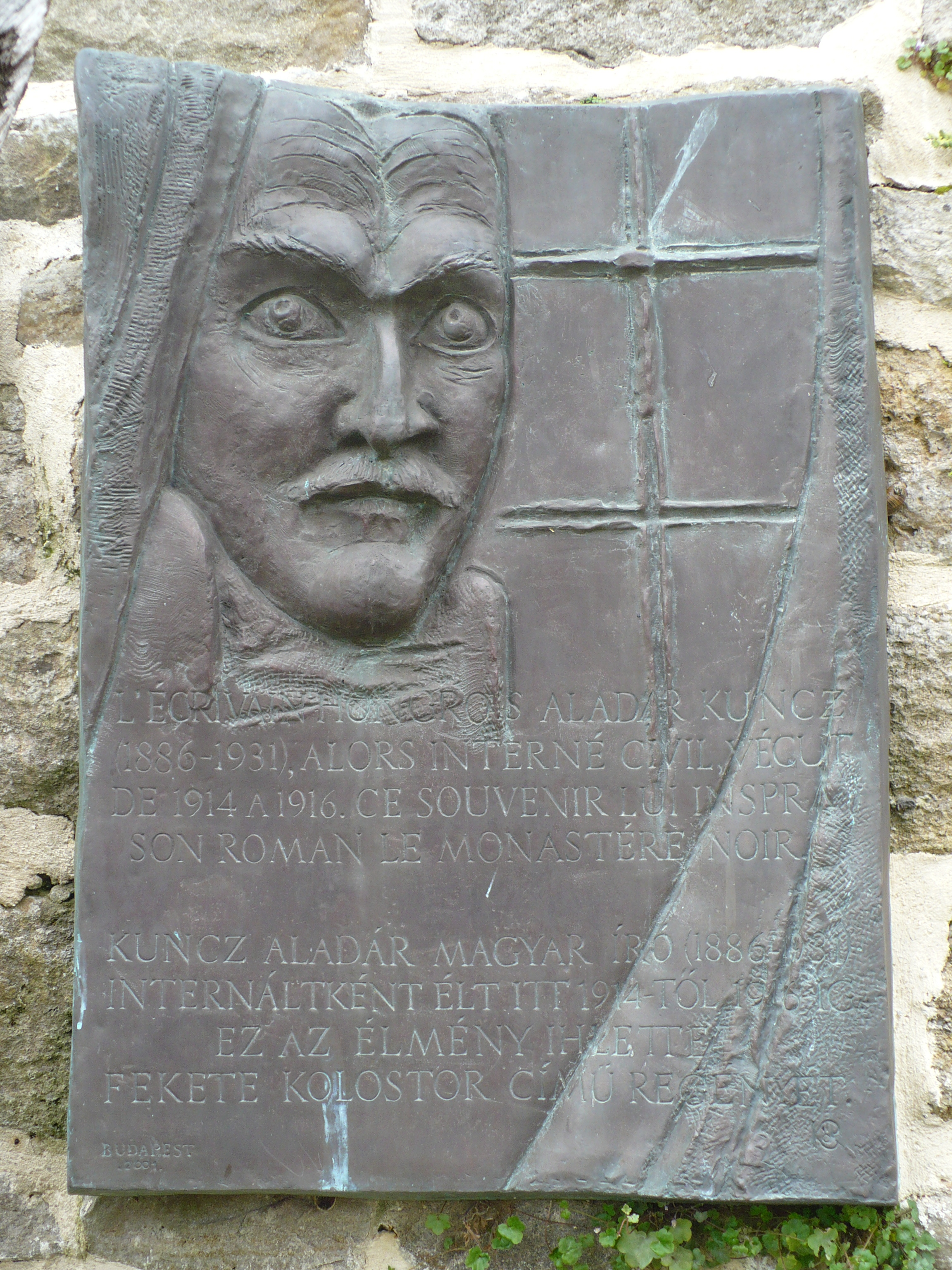
Aladár Kuncz, gravure de Pál Kő, Château de Noirmoutier, 2001

En août 1914, le déclenchement de la guerre le surprend à Carantec, près de Morlaix ; il regagne Paris en catastrophe, puis tente en vain de rejoindre son pays. Ce qu'il avait vécu en France comme une idylle allait se transformer en cauchemar. Le délai pour quitter le territoire français étant écoulé, il est dirigé le 15 août 1914 au camp de Périgueux où, dans une atmosphère hostile, il vit la triste expérience du chauvinisme et de la xénophobie.
Début octobre 1914, avec d'autres ressortissants d'états « ennemis », il est interné avec ses compagnons d'infortune, d'abord à la citadelle de Noirmoutier d'octobre 1914 à juillet 1916, puis à la forteresse de l'Île-d'Yeu de juillet 1916 à avril 1919. Dans son récit intitulé Fekete Kolostor (Le Monastère noir), il évoquera ces cinq années d'internement qui le marquèrent à vie.
Après sa libération, il retourne à Budapest comme professeur de lycée et collabore aux revues Új Magyar Szemle (Nouvelle revue hongroise) et Aurora. En 1923, il revient s'établir à Kolozsvár où il assure la rédaction des pages  littéraires du quotidien Ellenzék (Opposition). En 1928, il participe au lancement de la revue Erdélyi Helikon (L'Hélicon de Transylvanie) qu'il anime comme rédacteur de juillet 1929 à juin 1931, date de sa mort.
En 2001, une plaque commémorative gravée à l'effigie de l'écrivain par Pál Kő, artiste budapestois, fut apposée dans la cour du château de Noirmoutier, rappelant les deux années où Kuncz y fut interné.

## Le Monastère noir
S'il joua un rôle influent dans la vie culturelle transylvaine de l'époque, Aladár Kuncz s'est fait surtout connaître par la publication de Fekete kolostor (1931), où il donne un témoignage humain de portée universelle sur l'expérience de la captivité. La version originale, en hongrois, de l’ouvrage, publiée peu avant le décès de l'auteur, sera traduite en plusieurs langues : anglais, français, allemand, italien, turc, roumain...
En avril 1935, sous le titre « le Reclus de  Noirmoutier », Régis Messac rendait compte de Black Monastery, l’édition anglo-américaine de ce livre, en retraduisait des extraits dans sa revue, les Primaires. Il constate tout d’abord que « le titre hongrois n'est lui-même que la traduction d'un mot français, un nom propre : Noirmoutier; en ancien français : noir monastère. […] Les promesses contenues dans le titre ne sont d'ailleurs pas trompeuses : toute l'action se passe bien en France, et principalement à Noirmoutier … » Le critique indique ensuite les circonstances dans lesquelles ce récit a été écrit : « [Aladár Kuncz] fit, avant la guerre, plusieurs séjours à Paris. “J'étais”, nous dit-il dans les premières pages de son livre : “j'étais  un décadent,  et j'étais  venu  à  Paris pour adorer Maurras et Mallarmé et Verlaine. Je portais un monocle et buvais de l'absinthe.” Les événements allaient se charger de mettre ces goûts et ces sympathies à une rude épreuve. Kuncz, en effet, se trouvait encore à Paris en juillet 1914. Il fut donc interné, pendant toute la durée de la guerre, dans les fameux camps de concentration,  et son livre est tout simplement le récit de ses  vicissitudes. »
Régis Messac relève notamment que l’anomalie de la vie sexuelle des compagnons de Kuncz, ou plutôt, « l'absence de vie sexuelle normale », comme chez tous les captifs, constitue un des principaux facteurs de déséquilibre mental des internés. Il souligne ensuite que l'armistice de 1918 apparaît comme « une nouvelle catastrophe ajoutée à toutes les autres. C'est la suprême catastrophe. Et c'est à partir de ce moment qu'ils vont vivre leurs heures les plus noires. Peut-être en cela, écrit Messac, le livre du reclus de Noirmoutier est-il plus vrai et plus profond que d'autres récits où l’on présente la cessation des hostilités comme une fin, la fin d’une ère de malheurs et le début d'une ère de joie, de lumière et de santé. Pour le prisonnier hongrois – et qui sait si cela ne fut pas vrai pour nous autres aussi, sans que nous nous en doutions – l'armistice est le signal d'une nouvelle explosion de calamités. Au lieu de s’atténuer, la violence, la virulence et la pestilence de tous les maux guerriers n'ont jamais atteint pareille intensité. » À tout cela, s’ajoute l'hiver et l’arrivée de la grippe espagnole : « Parmi les prisonniers affaiblis par la captivité, sous-alimentés, névrosés, elle fera des ravages terribles. Sans soins, sans médicaments, sans hygiène, ils râlent de compagnie dans leurs casemates humides et sans air. Ils vomissent sur leurs paillasses ou leurs couvertures, et personne ne vient enlever leurs vomissements. Les fiévreux se débattent et se découvrent, déchirant leur poitrine nue, et il faut que ce soit le moins malade des malades qui se lève pour les recouvrir. Une fois, une seule, le médecin s'aventure dans le couloir des casemates, hésite, se bouche le nez et bat en retraite. […] Beaucoup de ceux qui sont là vont mourir de la peste entre Noël et le jour de l'an. Il y a là quelques pages terribles qui rappellent le fameux conte d'Edgar Poe, le Roi Peste, et même le dépassent en puissance. Car Aladár Kuncz n'a pas eu besoin d'inventer. Il n'a eu qu'à raconter ce qu'il avait vu et vécu. »
«  Après cela, conclut Messac, lorsque l'ordre de libération arrive, en avril [1919], il laisse les survivants indifférents. Ils n'ont plus d’espoir. Quitter les casemates de l'île d'Yeu ? Oui, si l’on veut, mais peu importe au fond, puisque le monde entier est devenu semblable à une casemate, à une forteresse, à une prison. Les parents et les amis sont morts, ou dispersés, et l’on ne voit nulle part aucune chance de reconstruire une vie normale. Partout les Clemenceau règnent sur les ruines.
On pourrait sans doute faire quelques reproches au livre d’Aladár Kuncz. Il s'y trouve encore parfois trop de littérature ou de sentimentalité littéraire ; ce n'est que par instants que l'auteur voit clair, et sous la pression des circonstances extrêmes. Cependant, tel qu'il est, c'est un livre très riche, et qui oblige souvent à réfléchir. Il ferait surtout réfléchir les Français, même ceux qui se croient le plus complètement dégagés des préjugés nationaux, et qui cependant en sont souvent tributaires sans s’en rendre compte. C'est pourquoi il faudrait souhaiter que A Fekete Kolostor fût traduit en français. Ce vœu à vrai dire, n'a guère de chances d'être exaucé. Du moins, ce modeste article donnera peut-être  quelque désir de lire la traduction anglaise à ceux qui savent l’anglais, et aux autres quelque aperçu des problèmes posés par le livre. »
Dans le n° 182 de la revue Europe (15 fév. 1938), l’écrivain et professeur de littérature hongroise Ervin Sinkô s’accorde avec Messac pour convenir qu’Aladar Kuncz a vécu « un enfer psychique et physique » et qu’il « ne manque pas de talent pour évoquer et faire revivre ce qu'il a souffert. […] Le Monastère noir, écrit-il, est un livre émouvant, sincère et douloureux. Les réflexions qu'il éveille chez le lecteur capable de conclure, peuvent en faire une lecture importante. » Mais, sous un autre angle, le critique d’Europe voit aussi en l’auteur du Monastère noir « le symbole de l'intellectuel d'avant-guerre ». Il ne constate chez lui « aucune évolution, aucun changement dans un sens d'éclaircissement social ou politique ». Il lui reproche d’ignorer « ce qu'est la solidarité » à l’égard de ses compagnons de misère. Et, souligne-t-il, ce n'est point là pur hasard psychologique : c'est la conséquence d'une conformation d'esprit qui s'est développée sans contact positif avec la société. »
Simultanénément, dans le n° 292 des Primaires (fév. 1938), sous le pseudonyme des Aliborons et sous le titre « Le Monastère noir par Aladár Kuncz, adapté du hongrois par L. Gara & M. Piermont; préface de Jacques de Lacretelle (Gallimard, 27 francs) », Régis Messac en vient à l’édition française qu’il critique sévèrement. Il écrit : « … Quant aux adaptateurs… Mais que veut dire au juste “adapté” ? Pourquoi ne pas dire tout simplement : traduit ? Pour le savoir, il faudrait comparer soigneusement “l’adaptation” française avec l'original hongrois, ce que nous n'avons guère la possibilité de faire. Mais la comparaison du volume publié chez Gallimard avec la traduction anglaise de Ralph Murray permet de soupçonner que cette adaptation est surtout une abréviation. Cela pourrait se concevoir à la rigueur, car le livre est fort touffu. Mais n'aurait-on pas supprimé de préférence les passages trop désagréables pour l’amour-propre national ? À la page 332 de la traduction de Murray, on trouve une longue tirade où Kuncz exhale sa haine contre Clemenceau, néfaste vieillard. À la page 243 de l'édition française, on retrouve la même tirade... mais réduite de plus de moitié ! Un peu plus loin, page 244, on trouve le passage suivant :
“...  presque  tous  nos  compagnons de dortoir parlaient et criaient dans leur sommeil. La nuit, la casemate n'était jamais calme, surtout après les jours de pluie et aux époques d'événements de guerre importants. Les paillasses, les cadres de couchette grinçaient sous les dormeurs agités qui se tournaient et se retournaient sans cesse. On entendait des soupirs, de longs gémissements. Il s'en trouvait à peine un ou deux pour ronfler paisiblement. Quand l'un d'entre nous criait trop fort, tout le monde bougeait, certains se levaient, quelqu'un cherchait ses sabots, son manteau...”
Que l'on compare avec la traduction du même morceau donné page 207 du numéro des Primaires cité plus haut, et on verra tout ce qui manque :
[“Presque tous parlaient ou pleuraient pendant leur sommeil. Les bruits de la casemate ne s'apaisaient jamais, même pendant la nuit, surtout après les jours de pluie, ou quand la guerre atteignait une période critique. Les paillasses et les châlits bancroches craquaient et se froissaient sous le poids des dormeurs incessamment agités. Des cris, des gémissements et de profonds soupirs se faisaient entendre.  Dans  toute la chambrée, un ou deux individus tout au plus ronflaient paisiblement. Tout à coup, on entendait Dudas crier  du  fond  de  son  embrasure : “Tire là où ça brille... C'est son œil !” Puis une voix aigrelette et invraisemblable se mettait à parler en allemand : “Das Leichentüch ist nicht genügend lang” [le linceul n'est pas assez long]. Un des frères Stocker rêvait qu'il était à un enterrement. Et puis un cri si perçant que tout le monde sursautait et que quelques-uns, dans le noir, cherchaient à tâtons leurs galoches et leur manteau, pour aller voir.”]
De même, le nom du préfet de la Vendée, M. [Fernand] Tardif, qui ne s'intéressa que médiocrement au sort des prisonniers, est pudiquement remplacé par une initiale. Si l'on ajoute que cette adaptation est rédigée dans un français parfois un peu hâtif, on voit qu'elle offre certains défauts que le patronage de M. de Lacretelle ne suffit peut-être pas à compenser entièrement. »
Dans une étude intitulée « Une mémoire hongroise particulière ; le cas d'Aladár Kuncz » et publiée en 2007 dans le n° 228 de Guerres mondiales et conflits contemporains, le traducteur Jean-Léon Muller admet que « Un certain nombre de coupes [ont été] demandées à Ladislas Gara ». Mais il ajoute que l’on « ne saurait y voir une volonté de censure. Il s’agi[ssait] plutôt, dit-il, d’épargner au lecteur français des digressions jugées superflues. Les passages concernant le sort très difficile réservé aux détenus sont intégralement conservés. Seul le nom d’un préfet impliqué dans la mort de nombreux enfants étrangers n’est pas mentionné dans l’édition française. Des raisons juridiques ont très certainement justifié ce choix. »
La traduction française du Monastère noir par Ladislas Gara & Marie Piermont a été reprise en 1999 et en 2014 par les éditions de l'Étrave à Beauvoir-sur-Mer (Vendée) avec un avant-propos de László Lőrinczi (1999) et une préface de Nicolas Gicquel (2014).

Édition originale en hongrois : 
- Fekete kolostor : feljegyzések a francia internáltságból (Le Monastère noir : notes sur l'internement français) , Kolozsvár, Erdélyi Szépmíves Céh, 1931.

Éditions françaises :
- Le Monastère noir : souvenirs de captivité à la citadelle, trad. et adapt. du hongrois par Ladislas Gara et Marie Piermont, préf. de Jacques de Lacretelle, Paris, Gallimard, 1937.
- Le Monastère noir, préf. de László Lőrinczi, Beauvoir-sur-Mer (Vendée), L'Étrave, 1999.

## Autres œuvres
Dans ces mêmes années, Kuncz écrit Felleg a város felett (Nuage sur la ville, non trad.en fr.), roman publié à titre posthume en 1934. Il fut aussi l'auteur d'essais : Thököly a francia irodalomban ("Thököly dans la littérature française"), 1913, Vajda János, 1922, Petőfi zsenije ("Le génie de Petőfi"), 1923 ;  ces deux dernières études parurent dans Nyugat. Il a traduit en hongrois plusieurs œuvres de littérature française dont l'Histoire de Gil Blas de Santillane de Lesage, La Renaissance de Gobineau, Monsieur Parent de Guy de Maupassant, Secret d'État de Tristan Bernard ; il fit connaître Proust à ses concitoyens.